# 久光満重
久光 満重（ひさみつ みつしげ）は、戦国時代から安土桃山時代にかけての武将。葛西氏、伊達氏の家臣。

## 略歴
久光氏は平姓で秩父氏・河越氏の流れを汲む。
葛西氏に仕えていたが、慶長6年（1601年）に伊達氏に属し、佐沼城付給主となった。